# Roland Jäger (Autor)

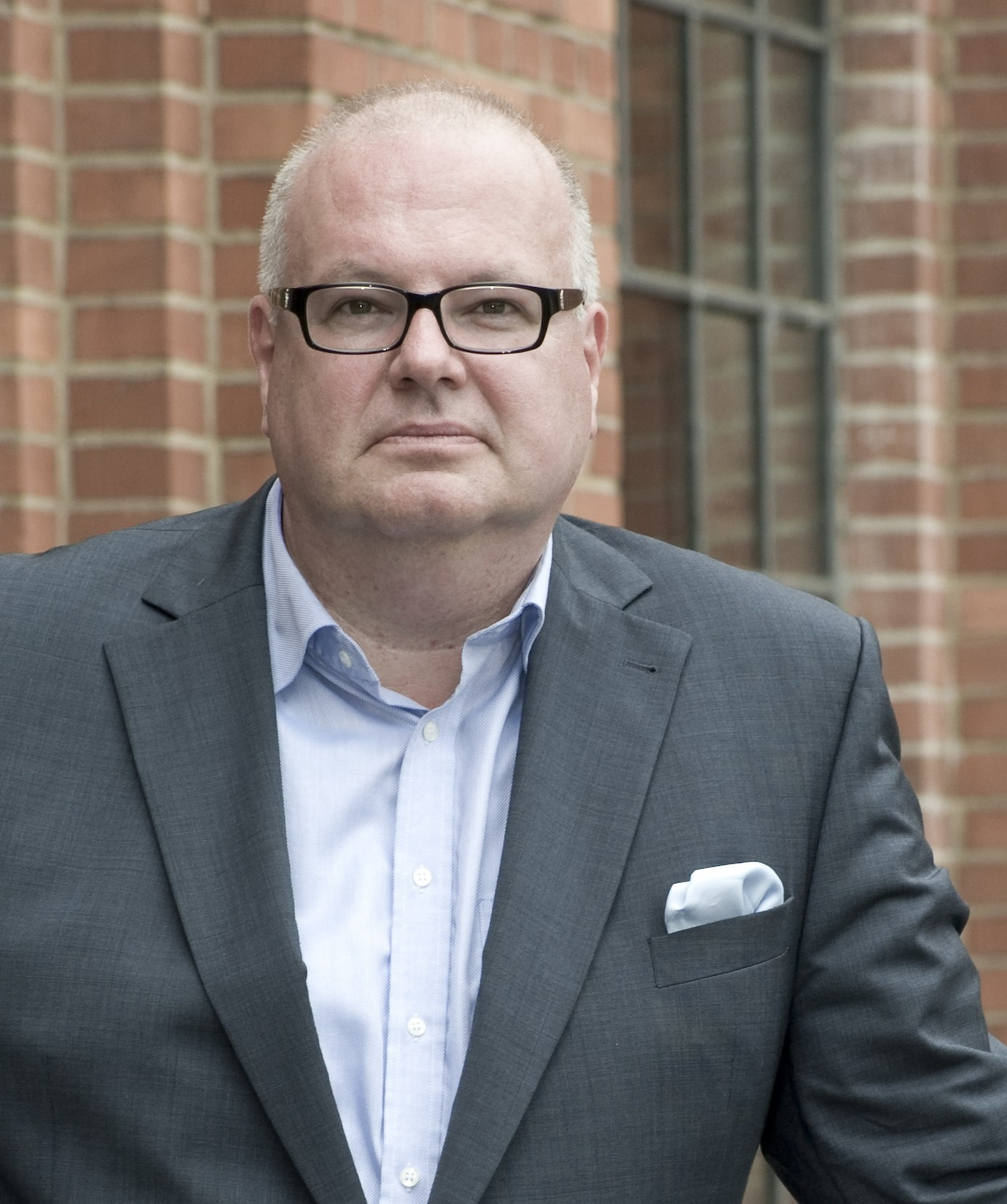
Roland Jäger, 2012

Roland Jäger (* 15. Februar 1962 in Frankfurt am Main) ist ein deutscher Unternehmensberater und Autor von Sachbüchern. 

## Wirken
Der Bankkaufmann und Betriebswirt war zunächst bei einer Sparkasse und später als Manager bei einer Privatbank tätig. Es folgte eine Tätigkeit bei der ibo Beratung und Training GmbH. 2003 machte er sich selbständig und gründete die rj management in Wiesbaden. Als Berater, Trainer und Coach begleitet er seitdem Vorstände, Geschäftsführer und Führungskräfte und hat seine Thesen zu Personalführung, Unternehmensführung und Management in mehreren Büchern erläutert. 
Einer breiteren Öffentlichkeit bekannt wurde Roland Jäger durch die Veröffentlichung des Sachbuches Ausgekuschelt: Unbequeme Wahrheiten für den Chef, das mehrere Auflagen erlebte. Als Verfechter eines „konsequenten Führungsstils“ trat Jäger als Talk-Show-Gast unter anderem bei „Anne Will“ und als Moderator gemeinsam mit dem Schauspieler Christoph Maria Herbst  auf. Über seine Themen schreibt er in der Fachpresse und hält dazu Seminare und Vorträge. Beim Business-Portal „Perspektive Mittelstand“ ist Roland Jäger für die Kolumne „Chefsache Führung“ verantwortlich, in der es um Fragen des Modernen Managements geht.

## Publikationen (Auswahl)
- Selbstmanagement und persönliche Arbeitstechniken. Verlag Dr. Götz Schmidt, Gießen 2000. 4. Auflage 2007, ISBN 978-3-921313-70-1
- Praxisbuch-Coaching. Erfolg durch Business-Coaching. Gabal Verlag, Offenbach 2001, ISBN 978-3-89749-138-0
- Kompetent führen in Zeiten des Wandels. Beltz Verlag, Weinheim – Basel – Berlin 2004, ISBN 978-3-407-36121-9
- Ausgekuschelt: Unbequeme Wahrheiten für den Chef – Mitarbeiterführung auf dem Prüfstand. Orell Füssli Verlag, Zürich 2009. 5. Auflage 2013, ISBN 978-3-280-05344-7
- Ausgesessen: Warum uns die Kultur des Nicht-Entscheidens unsere Zukunft kostet. Orell Füssli Verlag, Zürich 2013, 1. Auflage 2013, ISBN 978-3-280-05486-4